# پرنده سنگاپوری
پرندهٔ سنگاپوری نام بلندترین چرخ و فلک سنگاپور و سومین چرخ و فلک بزرگ جهان پس از های رولر و عین دبی است. این چرخ و فلک ۱۶۵ متر بلندی دارد و در کشور سنگاپور قرار دارد و از مارس ۲۰۰۸ به عنوان بلندترین چرخ و فلک دنیا شناخته شده بود. تا اینکه پس از ساخت‌های رولر بزرگترین چرخ فلک دنیا با ارتفاع ۱۶۷ متر در لاس وگاس آمریکا و تنها با اختلاف چند متر، این چرخ و فلک در جایگاه دوم بزرگترین چرخ و فلک دنیا قرار گرفت. رتبه‌های بعدی بلندترین چرخ و فلک‌های دنیا پس از این دو چرخ و فلک به ترتیب عبارتند از ستاره نانچانگ با ارتفاع ۱۶۰ متر در شهر نانچانگ چین و چشم لندن با ارتفاع ۱۳۵ متر در انگلستان که در ساحل رودخانه تایمز قرار داشته و به عنوان یکی از جاذبه‌های گردشگری لندن محسوب می‌گردد.